# كأس الأبطال الفرنسي 2010
كأس الأبطال الفرنسي 2010 (بالفرنسية: 2010 Trophée des Champions)‏ مباراة جمعت بين مارسيليا و‌باريس سان جيرمان في 28 يوليو 2010 على الملعب الأولمبي حمادي العقربي في تونس، وفاز بها مارسيليا بركلات الترجيح 5–4 بعد التعادل السلبي 0–0 في الأشواط الأصلية.

## وصلات خارجية
- باللغة الفرنسية